# لی سو کیونگ (بازیگر، زاده ۱۹۹۶)
این یک نام کره‌ای است؛ نام خانوادگی لی است.
لی سو کیونگ (کره‌ای: 이수경؛ زادهٔ ۲۴ اکتبر ۱۹۹۶) بازیگر اهل کره جنوبی است. او بیشتر به خاطر ایفای نقش در فیلم یونگسون شناخته می‌شود.

## فیلم‌شناسی

### فیلم
| سال  | عنوان                              | نقش                 | توضیحات      | منابع         |
| ---- | ---------------------------------- | ------------------- | ------------ | ------------- |
| ۲۰۱۲ | در تابستان                         | سون یونگ            |              |               |
| ۲۰۱۳ | پیتاپتینگ (The Pitapatting)        | سو کیونگ            |              |               |
| ۲۰۱۴ | شکسته                              | نمایتده کلاس مین کی |              |               |
| ۲۰۱۵ | دختر کمد قفلی                      | سونگ                |              |               |
| ۲۰۱۶ | خانوادگی                           | سون-یونگ            |              |               |
| ۲۰۱۷ | شهردار                             | بیون آه روم         |              | [ ۶ ]         |
| ۲۰۱۷ | یونگسون                            | یونگسون             |              |               |
| ۲۰۱۷ | قلب تیره                           | ایم می را           |              | [ ۷ ]         |
| ۲۰۱۷ | مسائل کم‌اهمیت                      | اون ها              | فیلم کوتاه   | [ ۸ ]         |
| ۲۰۱۹ | خانواده عجیب و غریب: زامبی در فروش | پارک هه گول         |              | [ ۹ ]         |
| ۲۰۲۰ | آقای باغ وحش وی‌آی‌پی گمشده          | سو جین              | حضور افتخاری |               |
| ۲۰۲۱ | معجزه: نامه‌هایی به رئیس‌جمهور       | بو کیونگ            |              | [ ۱۰ ] [ ۱۱ ] |
| ۲۰۲۲ | یاکشا                              | مون جو یون          | فیلم نتفلیکس | [ ۱۲ ]        |
| ن/م  | مرد مرده                           | گونگ هی جو          | فیلم ویو     | [ ۱۳ ]        |

### مجموعه تلویزیونی
| سال  | عنوان                | نقش           | توضیحات                      | منابع  |
| ---- | -------------------- | ------------- | ---------------------------- | ------ |
| ۲۰۱۵ | عشق هوگو             | کانگ هو کیونگ |                              | [ ۱۴ ] |
| ۲۰۱۵ | درام ویژه            | نام سونگ هی   | قسمت: «In Search of Argenta» | [ ۱۵ ] |
| ۲۰۱۵ | پاسخ به ۱۹۸۸         | لی سو کیونگ   | حصور افتخاری (قسمت ۸)        | [ ۱۶ ] |
| ۲۰۱۶ | آقای کلین            | سول گی        |                              | [ ۱۷ ] |
| ۲۰۱۸ | سرزمین ستاره‌ها کجاست | نا یونگ جو    |                              | [ ۱۸ ] |
| ۲۰۲۱ | دانشکده حقوق         | کانگ سول بی   |                              | [ ۱۹ ] |
| ۲۰۲۲ | آداماس               | کیم سو هی     |                              | [ ۲۰ ] |